# 2034 FIFAワールドカップ
2034 FIFAワールドカップ（英: 2034 FIFA World Cup）は、2034年に開催される予定の25回目のFIFAワールドカップ。2023年10月31日のFIFAの締め切りに間に合うように入札を提出した唯一の国であるサウジアラビアで開催される予定。
2024年12月に無競争での開催が発表され、サウジアラビアで開催されることが決まった。2002年の日韓大会、2022年のカタール大会に続き、アジアで開催される3回目の大会となる。サウジアラビアは、12年間で アラビア半島からの開催国としては2番目となる。
FIFAは、2030年のFIFAワールドカップを3大陸（アフリカ（CAF）、ヨーロッパ（UEFA）、南米（CONMEBOL））で開催することを決定した後、開催資格をアジア（AFC）またはオセアニア（OFC）に制限した。オブザーバーはこれを、競合する開催候補を大幅に減らすことでサウジアラビアが2034年大会を開催する道を開くためにFIFAの規則を曲げたと特徴づけた。FIFAはまた、予想外に入札スケジュールを少なくとも3年早め、他の潜在的な入札者の妨げになった。ニューヨークタイムズの報道によると、FIFA会長のジャンニ・インファンティーノは、FIFAの規則を曲げてサウジアラビアの開催地選定を促進する上で重要な役割を果たした。

## 開催国選定の経緯
2034年ワールドカップの招致プロセスは2023年10月4日に始まり、当初は2030年ワールドカップと同じ要件が使用されていた。FIFAは後に、最低収容人数4万人の既存スタジアムの数の要件を7つから4つに引き下げた。FIFAの連盟ローテーションポリシーにより、アジアサッカー連盟とオセアニアサッカー連盟の加盟協会のみが開催資格があった。FIFAは2030年ワールドカップを3大陸（アフリカ、ヨーロッパ、南米）で開催することを決定し、2026年ワールドカップは北米で開催されることになっていたため、2034年ワールドカップは必然的にアジアかオセアニアで開催する必要が生じた。
2023年10月31日、FIFA会長ジャンニ・インファンティーノは、サウジアラビアが2034年のワールドカップを開催すると発表した。これにより、アジアサッカー連盟がワールドカップを開催するのは、日本と韓国で開催された2002年大会、カタールで開催された2022年大会に続いて3回目となる。また、中東での開催も、カタール2022年に続いて2回目となる。
ニューヨーク・タイムズの調査報道によると、インファンティーノ氏は開催地としてのサウジアラビアの選定に重要な役割を果たした。同氏はサウジアラビアのために私的外交に従事し、ギリシャが2030年ワールドカップの開催でサウジアラビアと提携する意思があるかどうかを探った。スペイン、ポルトガル、モロッコが2030年ワールドカップの共同開催を発表したとき、サウジアラビアは彼らの入札に勝つ可能性は低いと考えた。そのため、サウジアラビアは2030年の入札から撤退した。その後、FIFAはニューヨーク・タイムズが「奇妙」と評した2つの動きを見せ、FIFAは2030年ワールドカップの最初の3試合をウルグアイ、アルゼンチン、パラグアイで、残りをスペイン、モロッコ、ポルトガルで開催すると発表した。この決定により、ヨーロッパ、アフリカ、南米は2034年ワールドカップの潜在的な入札国から除外され、入札可能な国はアジアとオセアニアのみとなった。FIFAはまた、2034年ワールドカップの入札プロセスを予想外に加速させ、関心のある国が開催の意思を表明する期間をわずか25日間とした。数分以内にサウジアラビアが開催の意思を表明した。
2024年12月11日、FIFAは2034年ワールドカップをサウジアラビアで開催することを確認した。この決定はFIFA臨時総会で発表され、投票により2030年と2034年の両大会の開催国が決定した。
| 2024年FIFA臨時総会 2024年12月11日 – スイス, チューリッヒ |             |
| 開催候補国                                               | 第1ラウンド |
| サウジアラビア                                           | 満場一致    |

## 開催都市
公式スタジアムリストは2024年7月31日の招致書で確認された。大会はリヤド、ジェッダ、アル・コバール、アブハー、ネオムの5都市で開催され、合計15のスタジアム（うち11は新設）で開催される。リヤドのキング・サルマン・スタジアムでは開幕戦と決勝戦が行われる予定である。
| 都市           | 会場                                                          | 収容人数 |
| -------------- | ------------------------------------------------------------- | -------- |
| アブハー       | キングハリド大学スタジアム (新設)                             | 45,428   |
| ジェッダ       | キング・アブドゥッラー・スポーツシティ・スタジアム            | 62,345   |
| ジェッダ       | クディヤ・コースト・スタジアム (新設)                         | 46,096   |
| ジェッダ       | ジェッダ・セントラル・スタジアム (新設)                       | 45,794   |
| ジェッダ       | キング・アブドゥラー・エコノミック・シティ・スタジアム (新設) | 45,700   |
| アル・コバール | アラムコ・スタジアム (新設)                                   | 46,096   |
| ネオム         | ネオム・スタジアム (新設)                                     | 46,010   |
| リヤド         | キングサルマン国際スタジアム (新設)                           | 92,000   |
| リヤド         | キング・ファハド国際スタジアム                                | 70,000   |
| リヤド         | サウス・リヤド・スタジアム (新設)                             | 47,060   |
| リヤド         | プリンス・モハメッド・ビン・サルマン・スタジアム (新設)       | 46,979   |
| リヤド         | プリンス・ファイサル・ビン・ファハド・スタジアム              | 46,865   |
| リヤド         | キングサウード大学スタジアム                                  | 46,319   |
| リヤド         | ニュー・ムラバ・スタジアム (新設)                             | 46,010   |
| リヤド         | ロシュン・スタジアム (新設)                                   | 46,000   |

会場に加えて、各開催都市に2つのFIFAファンフェスティバル会場が提案されている。グループの抽選は、ネオムのザ・ラインに計画されているライン・コンベンションセンターで行われる。

## スケジュール
サウジアラビアの気候のため、同国でのスポーツイベントは通常、一年のうち涼しい時期に開催される。例えば、サウジ・プロリーグ2024-2025シーズンは8月から5月まで開催されている。特に、北半球の夏のピーク月は、5月から9月までの夜間の最低気温が26℃から29℃、日中の平均気温が33℃から37℃となり、同国でスポーツをするには特に厳しい条件となる。
隣国カタールの気候はサウジアラビアと似ている。カタールが2022年FIFAワールドカップを開催した際、快適なプレー環境を確保するため、大会は11月と12月に開催された。そのため、2034年の本大会も同様の時期に開催されるのではないかとの憶測もある。
欧州のサッカーリーグはおよそ8月から5月まで開催されるため、2022年のスケジュールは欧州のサッカーシーズンを中断させたことになる。しかし、FIFAワールドカップの選手も出場する世界の他の多くの地域のサッカー大会は、北半球の冬にはまったく開催されないか（中国、日本、ブラジルなど）、北半球の冬に非常に近い時期に開始または終了し、この時期の競技への混乱は最小限に抑えられている（アルゼンチン、コロンビア、エジプトなど）。
それにもかかわらず、世界最高の選手の大半はヨーロッパのリーグや大会で競い合っている。ヨーロッパのクラブシーズンの真っ最中に主要な国際大会に出場することの影響に関する学術的なメタ分析では、他の大会と比較してスケジュールの変更によって選手のパフォーマンスが向上したと示唆されている。解説者も、サッカーの質の高さから試合が面白いと示唆している。
カタール大会の開催日程に対する懸念は、FIFAワールドカップをヨーロッパの真夏に体験することに慣れ、バーや公共の公園などの屋外スペースで試合を観戦する習慣があったヨーロッパのファンからのものだった。冬にそれができなくなることで、その体験が損なわれると感じていたのだ。しかし、6月や7月に開催される大会を社交的に観戦するには気候が厳しい世界の地域では、冬季大会は初めてファンがこのような体験ができることを意味した。
その他の潜在的なスケジュール上の問題としては、 12月のラマダンや、11月と12月にサウジアラビアが開催する2034年アジア競技大会などが挙げられる。国際オリンピック委員会（IOC）は、 FIFAワールドカップと米国のソルトレイクシティで開催される2034年冬季オリンピックのスケジュールが重なるリスクはないと述べた。